# Louis-Xavier-Stanislas Henry
Louis-Xavier-Stanislas Henry (Versalles (França), 5 de març, 1784 - Milà (Itàlia), 4 de novembre, 1836), fou un ballarí, coreògraf i mestre de ballet francès
Com a alumne de Jean-François Coulon, va debutar a l'Òpera de París el 1803, però aviat va entrar en competició amb Jean Louis Duport i Auguste Vestris. Va deixar l'òpera dos anys més tard i es va convertir en mestre de ballet al Théâtre de la Porte-Saint-Martin, on va aconseguir els seus primers èxits, per a disgust de Pierre Gardel.
Va deixar França en secret, es va exiliar a Itàlia, va treballar amb Salvatore Viganò i va trobar la consagració entre 1810 i 1832 a Milà i Nàpols, així com a Viena.
Va tornar regularment al Théâtre de la Porte Saint-Martin i va escenificar ballets com Hamlet i Samsó (1816) i El sacrifici indi (1822). És autor de més de 120 ballets que barregen estils francès i italià. August Bournonville i Stendhal van elogiar les seves contribucions originals a la dansa francesa.
El 1820 es va casar amb Marie Pelletier, la vídua del ballarí Bonaventure Quériau, que va morir el 1815.

## Algunes obres
- 1805 : L'Amour à Cythère, Òpera de París (música de Pierre Gaveaux)
- 1807 : The Savages of Florida, Porte-Saint-Martin Theater, 6 de juny
- 1807 : Les Deux Petits Savoyards, Porte-Saint-Martin-Theater, 28 de juliol
- 1808 : Otello, Ossia il Moro di Venezia, Teatro San Carlo, Nàpols
- 1809 : Guillaume Tell, Teatro San Carlo, Nàpols
- 1810 : Venus i Adonis, Teatre Kärtnertor, Viena
- 1816 : Hamlet Théâtre de la Porte-Saint-Martin, 28 de febrer de 1816
- 1816 : Le Château hellish, bogeria de pantomima barrejada amb danses en 2 actes, Théâtre de la Porte-Saint-Martin, 8 d'abril
- 1816 : Samson Théâtre de la Porte-Saint-Martin, 3 d'agost
- 1816 : Les noces trencades, pantomima del poble en 3 actes barrejats amb danses, Théâtre de la Porte-Saint-Martin, 19 d'octubre
- 1817 : Rinaldo e Armida, Scala, Milà
- 1820 : Chao-Kang, Teatro San Carlo, Nàpols
- 1821 : L'Orfano, Teatro del Fondo, Nàpols
- 1821 : El judici de París, París
- 1822 : El sacrifici indi, Pantomima en 3 Actes, Théâtre de la Porte-Saint-Martin, 9 de juliol
- 1822 : Agnès et Fitz, pantomima en 2 actes, Théâtre de la Porte-Saint-Martin, 22 de juliol
- 1822 : La felicitat arriba mentre dorms, pantomima en 3 actes, Théâtre de la Porte-Saint-Martin, 10 de setembre
- 1823 : Dia Amazonen, Teatre Kärtnertor, Viena
- 1826 : Dircea, Scala, Milà
- 1828 : La Silfida, Scala, Milà
- 1834 : Les Ondines, Teatre Nàutic, París, 10 de juny
- 1834 : Guillaume Tell, pantomima de ballet en 3 actes, Théâtre Nautique, París, 10 de juny
- 1834 : Chao-Kang', Teatre Nàutic, París
- 1835 : L'illa dels pirates, Òpera de París
- 1836 : Le tre Sultan, Teatro San Carlo, Nàpols